# 브릭레인

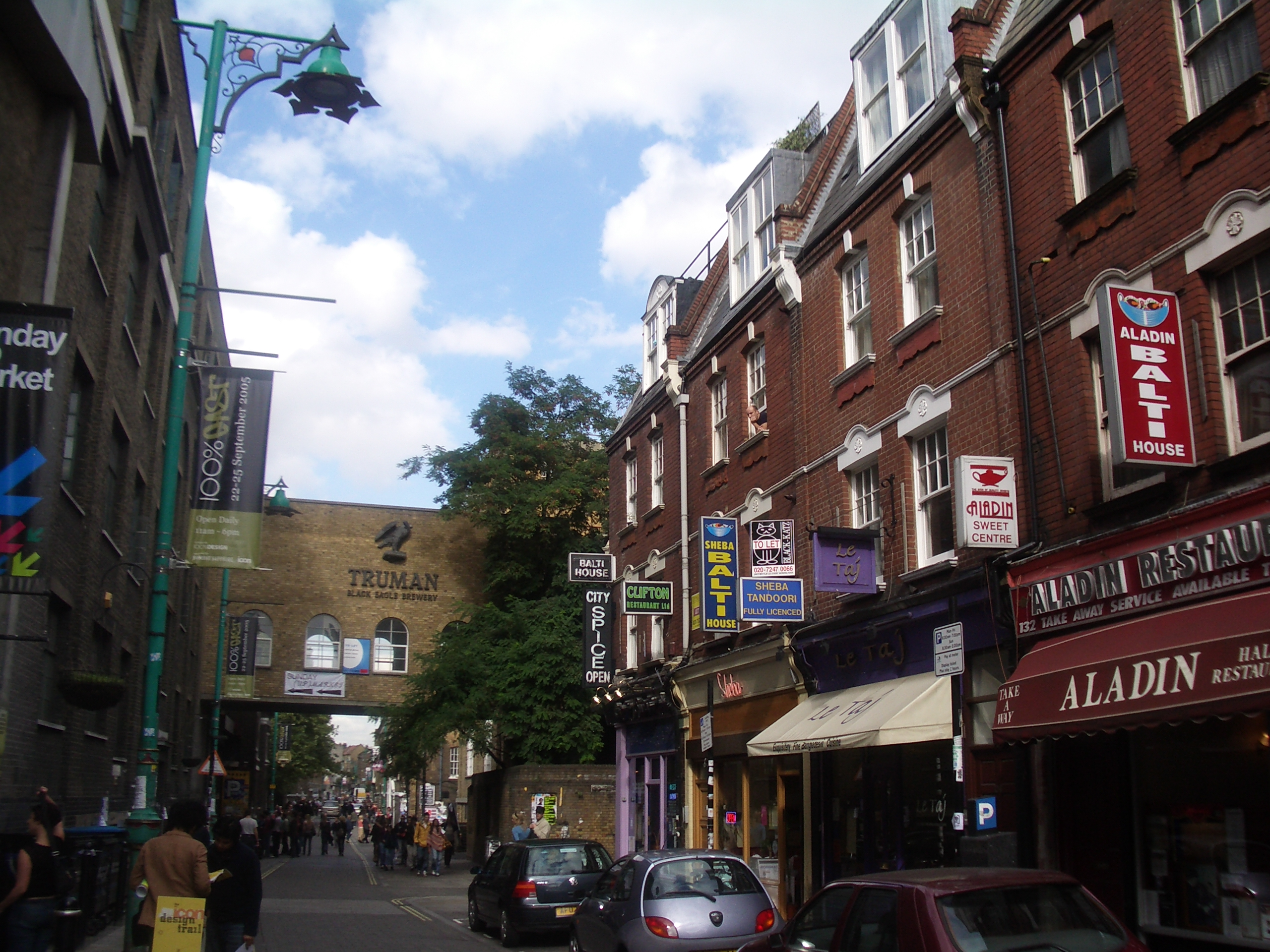
브릭레인 (2005년)

브릭레인(Brick Lane)은 잉글랜드의 런던의 거리이다. 수많은 카레 음식점 가게들로 유명하다.

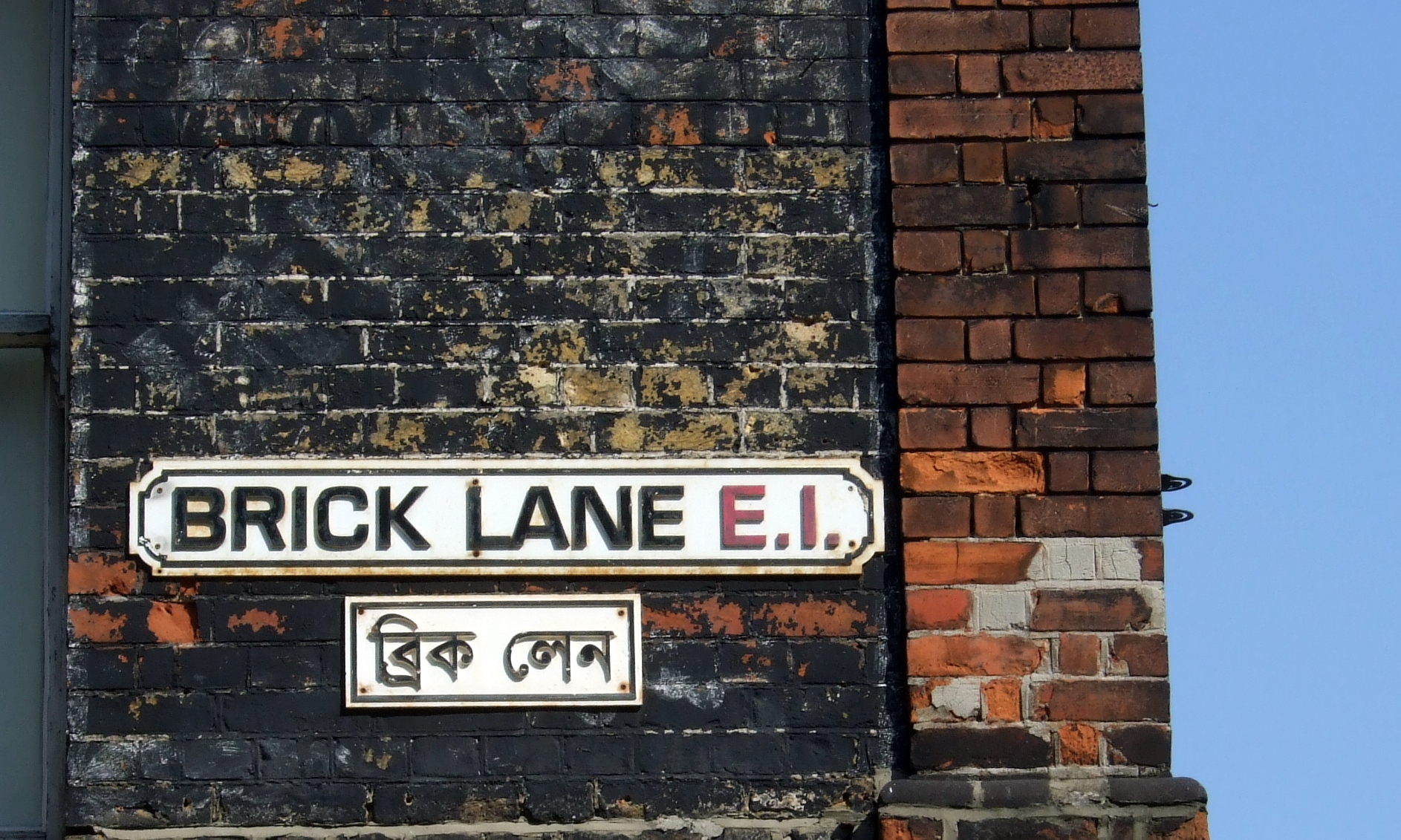
영어와 벵골어로 쓰여진 브릭레인 거리 표지판.

## 교통
가장 가까운 런던 지하철 역은 알드게이트 이스트 (Aldgate East)와 리버풀 스트리트 (Liverpool Street) 역이다. 가장 가까운 런던 오버그라운드 역은 쇼어디치 하이 스트리트 역 (Shoreditch High Street)이다.